# Höttingen
Höttingen település Németországban, azon belül Bajorországban. Lakosainak száma 1120 fő (2023. december 31.). Höttingen Weißenburg in Bayern, Ellingen, Pleinfeld és Ettenstatt községekkel határos.

## Népesség
A település népessége az elmúlt években az alábbi módon változott:
| Lakosok száma | 935  | 371  | 1154 | 1116 | 1122 | 1141 | 1107 | 1101 | 1116 | 1120 |
|               | 1970 | 1975 | 2011 | 2013 | 2014 | 2016 | 2017 | 2021 | 2022 | 2023 |